# Mats Hedberg

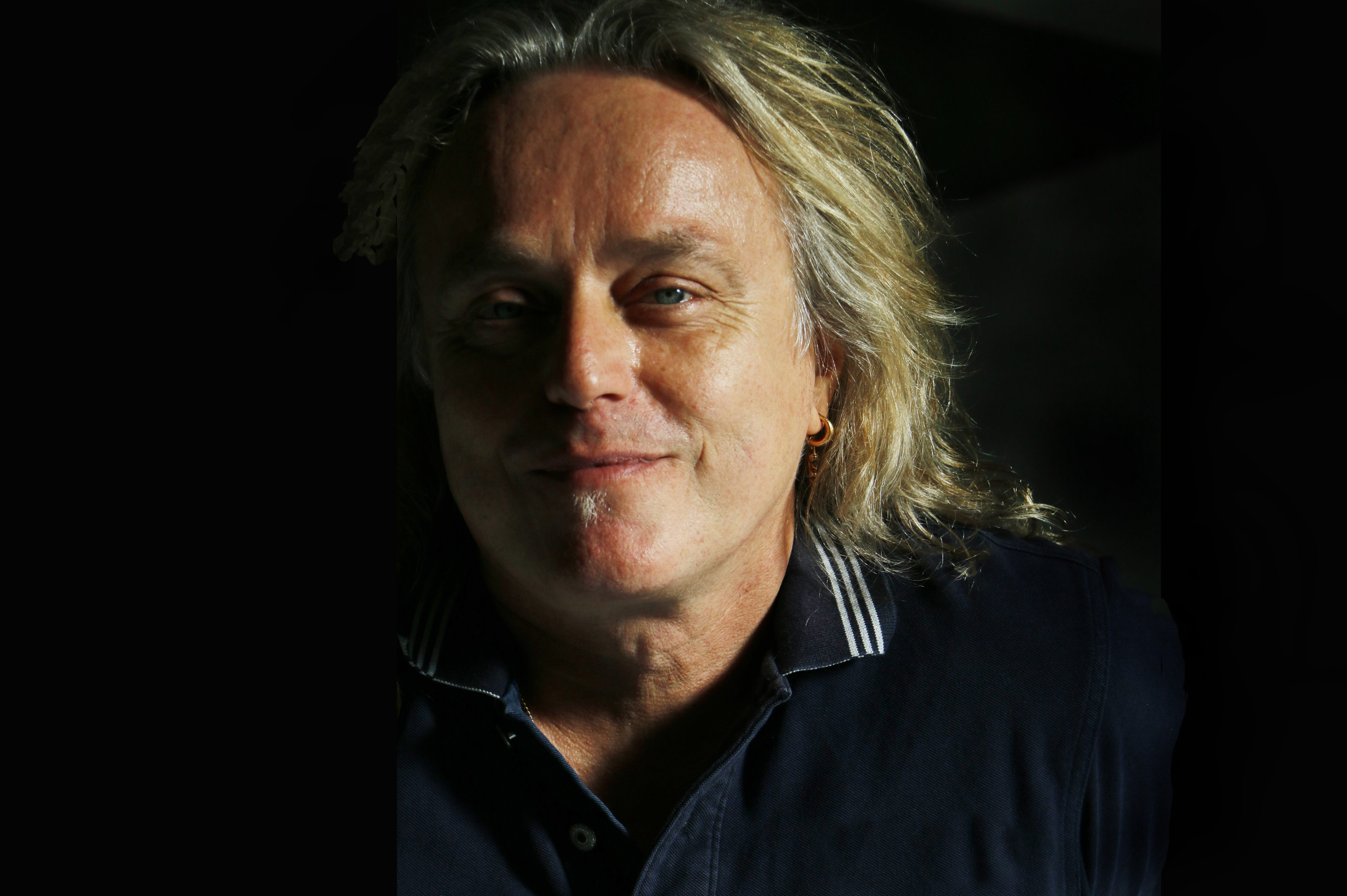
Mats Hedberg June 2025 foto Elena Somare´

Mats Hedberg (Nacka, 22 novembre 1962) è un compositore, chitarrista e arrangiatore svedese, che vive e lavora in Italia e in  Svezia e nell  mondo.

## Collaborazioni
Ha lavorato in Svezia con Lutricia McNeal, Meja, Robert Wells, Dag taylor, Glen Spove, Robin, Rickard Carlzon, Catch, Riksteatern "ett resande teater sällskap con: sten lundgren/ Jakob Eklund, Norrköpingsteatern"man of la mancha" with [sune mangs], mfl, Billy Cobham, Stockholm vs Napoli, Hang Camera, BFH, Visit sweden, ambasciata svedese a roma, Morgan Ågren, Hans Lundin, Alessandro Gwis
In Italia ha collaborato con Elena Somare ,Neapolitan contamination,Pollock project,hang camera,Giovanni Imparato, Massimo Ranieri, Scialpi, Sabrina Salerno, Wess, Bobby Solo, e per varie colonne sonore La porta delle 7 stelle - 2004, cocapop - 2010 Ghergo - Documentario regia di pasquale pozzessere ,un libro didattico Metalbox distribuito dalla Carisch . La chitarra elettrica neoclassica playgame music/Carisch VHS 1998 & Dvd 2004 !E', al momento, l'unico chitarrista il cui cd ("Triptych") è stato allegato insieme alla rivista "Chitarre" (dicembre 2004).
in Germania con Bernhard wöstheinrich, Volker Lankow , Regina Mudrich

## Discografia
- Mats Hedberg - soloalbum - PULS - Elma Records 003 - on CD  and in Streaming release 26th March 2025
- Mats Hedberg - Bernhard Wöstheinrich - Crucibles and Beams - release on Bandcamp 13th March 2025
- Mats Hedberg - Elena Somare´ Album Whistling Classics  On CD and streaming  Aulicusclassics 2024
- Elena Somare´ Album Sacro e Profano ELMA Music on CD LP and in Streaming 2024
- Mats Hedberg - Solo Elements Album on all streaming channels and on CD Aulicusclassics 2023
- Mats Hedberg  Stefan Pöntinen - Nordic Elements Album on all streaming channels and on CD Aulicusclassics 2023
- Mats Hedberg SoloDuO - progressive classical guitar duos in streaming and on CD  - Aulicusclassics - 2022
- Mats Hedberg EBow Guitar New EBow first in the world Guitar Method with 44 videos online distributed and printed by Dantonemusic 2020
- Mats Hedberg progressive classical solo guitar (flippermusic)  2021
- Mats Hedberg solo guitar "11 ebow inventios" (flippermusic) 2020
- Mats Hedberg solo guitar "Layers of nordiclights" (flippermusic)  2021
- Mats Hedberg Giovanni Imparato Stockholm Napoli cd (Flippermusic) 2019
- Mats Hedberg Book on line KOMPENDIUM 2018
- Shards Serum born of venom UK 2018 vinyl LP
- Mats Hedberg Solo Guitar cd True Temperament Ghosttown records 2016 distributed in EU and scandinavia by CD on
- Joh Seb Bach and Neoclassics Mats Hedberg Guitar CD collection 2016
- Freja Svit Mats Hedberg mini cd classical guitar suite for 2 guitars 2015
- 6 Cds for Addictive tracks production music (Nature and the country side/American Road stories/Adventures in asia/easy going guitars/European road stories/gentle solo guitar 2013-2016
- Universal publishing production music official composer from1999
- Colonna sonora documentario Ghergo presso mostra palazzo dell'esposizione (via nazionale, Roma) dal 3 aprile all'8 luglio 2012
- io pretendo dignita amnesty international cd player/composer - duo Stockholm vs Napoli - 2012
- Mats Hedberg - CD minimal underscores warner chapell - 2012
- Vargtonprojekt Mats Hedberg Morgan Ågren CD (lionmusic/Finland) Progxprimetal - 2011
- mystic diversions Angel soul cd 1 track player/composer - 2010
- colonna sonora di Cocapop regia di Pasquale Pozzessere - 2010
- Marco Testoni & Hang Camera "Impatiens" featuring Mats Hedberg, Billy Cobham (Tre Lune Records - 2008)
- Mats Hedberg METALBOX -  instructional book - CARISCH - 2007
- Mats Hedberg CD "River of time" (Emme K NAN172) - 2007
- Hedberg/Häggner "WAG World acoustic guitars vol.1" (Tre Lune Records - 2006)
- Hedberg Häggner "Melodier" (pagina 3 records BD 1562) - 2005
- Colonna sonora del film La Porta delle 7 Stelle  - 2004
- Mats Hedberg "Triptych" (pagina 3 records BD 1561) - 2004
- Mats Hedberg "Nordiclights" (pagina 3 records BD 1506) - 2003
- Mats Hedberg, Marco Testoni, Marco De Angelis, Federico Mosconi "Sounds & Flowers - A Musical Tribute to Dr.Bach" (S3L - 2002)
- [BFH] "the Gate" (pagina 3 records BD 1455) - 2001
- Scialpi Si io si (swillow records SWL 028) - 2000
- Hedberg/Häggner "Unplugged 2" (BMG Matchmusic C.G-18) - 1999
- Mats Hedberg (instructional video) "La chitarra Elettrica Neoclassica" - 1998
- Povia "Arjia"  - 1998
- Scialpi Innamorandi - 1998
- Scialpi Sono quel ragazzo - 1997
- Bobby Solo XVo round - 1996
- Bobby Solo Al roxy bar - 1995
- Robin - In the summertime Polygram - 1989
- Glen spove Watch out Polygram - 1988